# Alexander megye (Illinois)
Alexander megye az Amerikai Egyesült Államokban, azon belül Illinois államban található. Megyeszékhelye és legnagyobb városa Cairo. Lakosainak száma 5240 fő (2020. április 1.). Alexander megye Union, Ballard, Pulaski, Mississippi, Scott és Cape Girardeau megyékkel határos.

## Népesség
A megye népességének változása:
| Lakosok száma | 8208 | 8015 | 7752 | 7629 | 6780 | 5240 |
|               | 2010 | 2011 | 2012 | 2013 | 2015 | 2020 |